# Associazione Calcio Juve Stabia 1997-1998
Questa voce raccoglie le informazioni riguardanti la Società Sportiva Juve Stabia nelle competizioni ufficiali della stagione 1997-1998.

## Stagione
Nella stagione 1997-1998 la Juve Stabia è giunta al sesto posto nel campionato di Serie C1 girone B.
In Coppa Italia Serie C la squadra si classifica al terzo posto nel girone O del primo turno eliminatorio.

## Rosa
| N. |                     | Ruolo | Calciatore                |
| -- | ------------------- | ----- | ------------------------- |
|    | Italia (bandiera)   | P     | Ciro Ambra                |
|    | Italia (bandiera)   | P     | Francesco Bifera          |
|    | Italia (bandiera)   | D     | Maurizio Caccavale        |
|    | Italia (bandiera)   | D     | Roberto Amodio (capitano) |
|    | Italia (bandiera)   | D     | Vincenzo Feola            |
|    | Italia (bandiera)   | D     | Mariano De Francesco      |
|    | Italia (bandiera)   | D     | Vincenzo Saladino         |
|    | Italia (bandiera)   | D     | Gennaro Monaco            |
|    | Italia (bandiera)   | C     | Vincenzo De Liguori       |
|    | Italia (bandiera)   | C     | Michele Andrisani         |
|    | Italia (bandiera)   | C     | Angelo Orlando            |
|    | Svizzera (bandiera) | C     | Giovanni Adamo            |
|    | Italia (bandiera)   | C     | Donato Amato              |

| N. |                     | Ruolo | Calciatore                  |
| -- | ------------------- | ----- | --------------------------- |
|    | Italia (bandiera)   | C     | Luigi D'Alessio             |
|    | Italia (bandiera)   | C     | Gaetano Fontana             |
|    | Italia (bandiera)   | C     | Giovanni Giuseppe Di Meglio |
|    | Italia (bandiera)   | C     | Michele Menolascina         |
|    | Italia (bandiera)   | C     | Attilio Nicodemo            |
|    | Italia (bandiera)   | C     | Alessandro Manca            |
|    | Italia (bandiera)   | A     | Mario Bonfiglio             |
|    | Italia (bandiera)   | A     | Gianni Matticari            |
|    | Italia (bandiera)   | A     | Armando Puca                |
|    | Germania (bandiera) | A     | Dirk Vollmar                |
|    | Italia (bandiera)   | A     | Luca Gonano                 |
|    | Italia (bandiera)   | A     | Michele Solimene            |

## Risultati

### Serie C1

#### Girone di andata
| 31 agosto 1997 1ª giornata | Acireale | 1 – 2 | Juve Stabia |  |

| 7 settembre 1997 2ª giornata | Juve Stabia | 0 – 0 | Savoia |  |

| 14 settembre 1997 3ª giornata | Lodigiani | 1 – 2 | Juve Stabia |  |

| 21 settembre 1997 4ª giornata | Juve Stabia | 2 – 2 | Fermana |  |

| 28 settembre 1997 5ª giornata | Juve Stabia | 1 – 0 | Turris |  |

| 5 ottobre 1997 6ª giornata | Palermo | 1 – 0 | Juve Stabia |  |

| 12 ottobre 1997 7ª giornata | Juve Stabia | 2 – 0 | Casarano |  |

| 19 ottobre 1997 8ª giornata | Ischia Isolaverde | 1 – 1 | Juve Stabia |  |

| 26 ottobre 1997 9ª giornata | Juve Stabia | 0 – 0 | Gualdo |  |

| 9 novembre 1997 10ª giornata | Cosenza | 2 – 0 | Juve Stabia |  |

| 16 novembre 1997 11ª giornata | Atletico Catania | 0 – 0 | Juve Stabia |  |

| 23 novembre 1997 12ª giornata | Juve Stabia | 1 – 1 | Avellino |  |

| 30 novembre 1997 13ª giornata | Nocerina | 2 – 2 | Juve Stabia |  |

| 14 dicembre 1997 14ª giornata | Juve Stabia | 0 – 0 | Ternana |  |

| 21 dicembre 1997 15ª giornata | Giulianova | 1 – 1 | Juve Stabia |  |

| 28 dicembre 1998 16ª giornata | Juve Stabia | 0 – 0 | Battipagliese |  |

| 11 gennaio 1998 17ª giornata | Ascoli | 0 – 0 | Juve Stabia |  |

#### Girone di ritorno
| 18 gennaio 1998 18ª giornata | Juve Stabia | 0 – 0 | Acireale |  |

| 25 gennaio 1998 19ª giornata | Savoia | 0 – 0 | Juve Stabia |  |

| 1º febbraio 1998 20ª giornata | Juve Stabia | 1 – 0 | Lodigiani |  |

| 8 febbraio 1998 21ª giornata | Fermana | 0 – 1 | Juve Stabia |  |

| 15 febbraio 1998 22ª giornata | Turris | 1 – 1 | Juve Stabia |  |

| 22 febbraio 1998 23ª giornata | Juve Stabia | 2 – 2 | Palermo |  |

| 1º marzo 1998 24ª giornata | Casarano | 1 – 1 | Juve Stabia |  |

| 8 marzo 1998 25ª giornata | Juve Stabia | 0 – 0 | Isola d'Ischia |  |

| 15 marzo 1998 26ª giornata | Gualdo | 1 – 0 | Juve Stabia |  |

| 22 marzo 1998 27ª giornata | Juve Stabia | 1 – 0 | Cosenza |  |

| 5 aprile 1998 28ª giornata | Juve Stabia | 0 – 1 | Atletico Catania |  |

| 11 aprile 1998 29ª giornata | Avellino | 2 – 2 | Juve Stabia |  |

| 19 aprile 1998 30ª giornata | Juve Stabia | 0 – 0 | Nocerina |  |

| 26 aprile 1998 31ª giornata | Ternana | 1 – 0 | Juve Stabia |  |

| 3 maggio 1998 32ª giornata | Juve Stabia | 3 – 2 | Giulianova |  |

| 10 maggio 1998 33ª giornata | Battipagliese | 0 – 0 | Juve Stabia |  |

| 17 maggio 1998 34ª giornata | Juve Stabia | 2 – 1 | Ascoli |  |

## Statistiche

### Statistiche dei giocatori
| Giocatore             | Serie C1 | Serie C1 | Coppa Italia Serie C | Coppa Italia Serie C | Totale   | Totale |
| Giocatore             | Presenze | Reti     | Presenze             | Reti                 | Presenze | Reti   |
| --------------------- | -------- | -------- | -------------------- | -------------------- | -------- | ------ |
| C. Ambra              | 2        | -1       | ?                    | ?                    | 2+       | -1+    |
| F. Bifera             | 32       | -23      | ?                    | ?                    | 32+      | -23+   |
| M. Caccavale          | 24       | 0        | ?                    | ?                    | 24+      | 0+     |
| R. Amodio             | 32       | 0        | ?                    | ?                    | 32+      | 0+     |
| V. Feola              | 27       | 1        | ?                    | ?                    | 27+      | 1+     |
| M. De Francesco       | 33       | 0        | ?                    | ?                    | 33+      | 0+     |
| V. Saladino           | 13       | 0        | ?                    | ?                    | 13+      | 0+     |
| G. Monaco             | 32       | 1        | ?                    | ?                    | 32+      | 1+     |
| V. De Liguori         | 26       | 1        | ?                    | ?                    | 26+      | 1+     |
| M. Andrisani          | 0        | 0        | ?                    | ?                    | 0+       | 0+     |
| A. Orlando            | 12       | 0        | ?                    | ?                    | 12+      | 0+     |
| G. Adamo              | 0        | 0        | ?                    | ?                    | 0+       | 0+     |
| D. Amato              | 3        | 0        | ?                    | ?                    | 3+       | 0+     |
| L. D'Alessio          | 2        | 0        | ?                    | ?                    | 2+       | 0+     |
| G. Fontana            | 32       | 6        | ?                    | ?                    | 32+      | 6+     |
| G. Giuseppe Di Meglio | 19       | 0        | ?                    | ?                    | 19+      | 0+     |
| M. Menolascina        | 31       | 4        | ?                    | ?                    | 31+      | 4+     |
| A. Nicodemo           | 30       | 1        | ?                    | ?                    | 30+      | 1+     |
| A. Manca              | 24       | 1        | ?                    | ?                    | 24+      | 1+     |
| M. Bonfiglio          | 26       | 7        | ?                    | ?                    | 26+      | 7+     |
| G. Matticari          | 31       | 3        | ?                    | ?                    | 31+      | 3+     |
| A. Puca               | 24       | 0        | ?                    | ?                    | 24+      | 0+     |
| D. Vollmar            | 0        | 0        | ?                    | ?                    | 0+       | 0+     |
| L. Gonano             | 12       | 1        | ?                    | ?                    | 12+      | 1+     |
| M. Solimene           | 3        | 0        | ?                    | ?                    | 3+       | 0+     |